# Mecoderus oligoplitus
Mecoderus oligoplitus är en plattmaskart. Mecoderus oligoplitus ingår i släktet Mecoderus och familjen Hemiuridae. Inga underarter finns listade i Catalogue of Life.